# Neuenkirchen (Osnabrück)
Neuenkirchen is een gemeente in de Duitse deelstaat Nedersaksen. De gemeente maakt deel uit van de Samtgemeinde Neuenkirchen in de Landkreis Osnabrück. Neuenkirchen telt 4.625 inwoners.

## Plaatsen in de gemeente

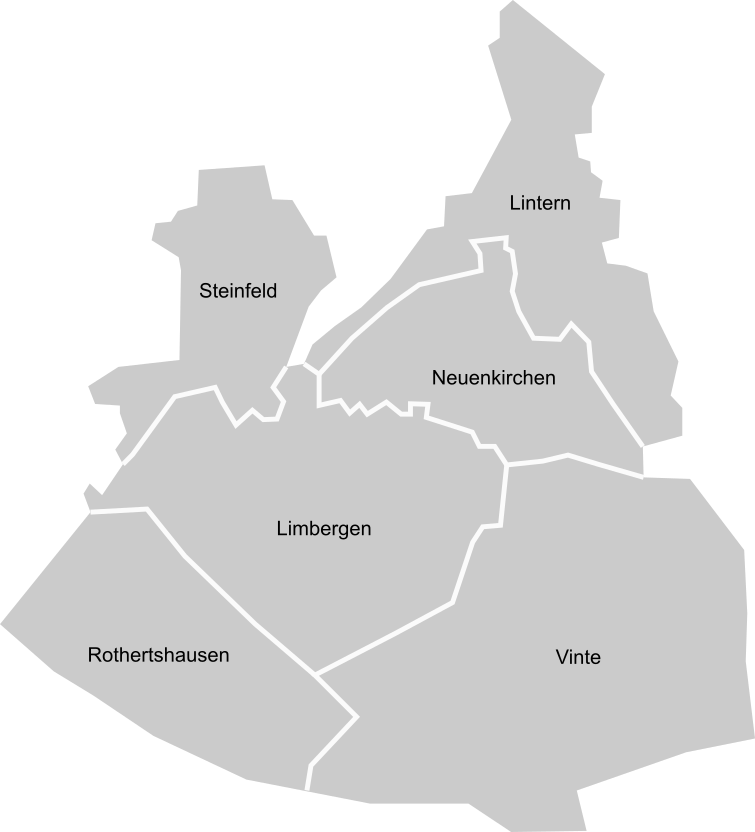
Ortsteile van Neuenkirchen (Osnabrück)

- Neuenkirchen
- Limbergen
- Lintern, incl. een gehucht met de naam Ägypten (Egypte)
- Rothertshausen, een rond 1920 gestichte veenkolonie
- Steinfeld
- Vinte

Deze plaatsjes waren tot aan de gemeentelijke herindeling van 1972 zelfstandige gemeentes. Ze werden in dat jaar tot de huidige gemeente samengevoegd, die op haar beurt samen met twee buurgemeentes de Samtgemeinde Neuenkirchen ging vormen. Het gemeentehuis van deze Samtgemeinde staat in het dorp Neuenkirchen.

## Ligging, infrastructuur
Zuidelijke buurgemeentes zijn Mettingen en Recke, beide in Noordrijn-Westfalen. Oostelijke buurgemeente is Bramsche. In Bramsche bevindt zich ook het dichtstbijzijnde spoorwegstation. De streekbus van Osnabrück naar Fürstenau v.v. rijdt 1 x per uur door het dorp Neuenkirchen. Aan de noordgrens van de gemeente loopt de  Bundesstraße 218.
Ten noordoosten van Neuenkirchen liggen de fraaie, deels beboste en toeristisch enigszins ontwikkelde heuvelruggen Ankumer Höhe en Gehn. Deze maken deel uit van een Naturpark, waar ook een deel van het Teutoburger Woud toe behoort.

## Algemeen
De gemeente bestaat grotendeels uit boerenland. In het zuidwesten ligt enig hoogveen, dat de status van natuurreservaat heeft.

## Afbeeldingen

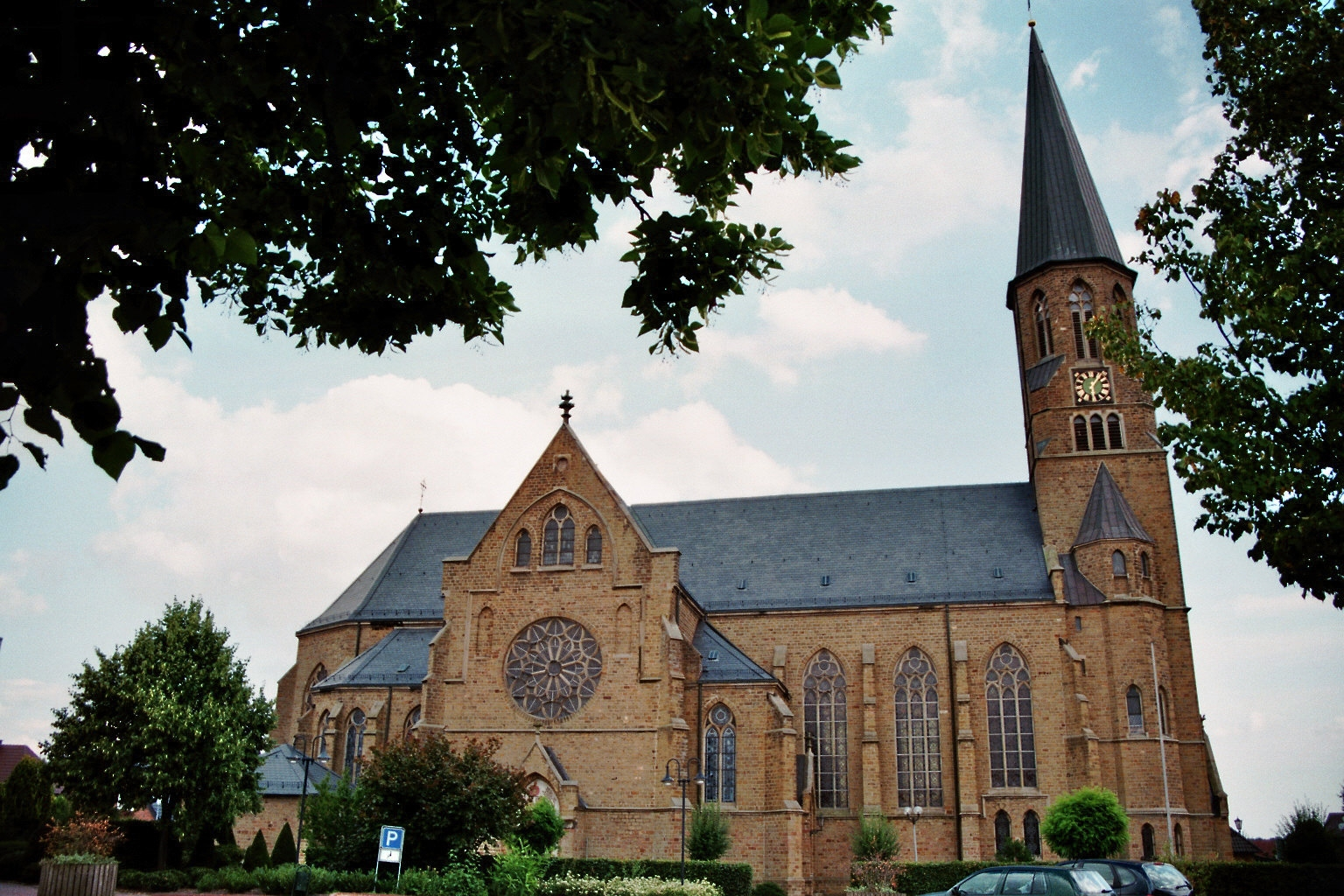
St. Laurentiuskerk (1897)

- Gemeinsame Normdatei: 4679415-3
- Library of Congress Control Number: n85189453
- Nationale Bibliotheek van Israël: 987007557627405171
- Virtual International Authority File: 156007019

.
Alfhausen · 
Ankum · 
Bad Essen · 
Bad Iburg · 
Bad Laer · 
Bad Rothenfelde · 
Badbergen · 
Belm · 
Berge · 
Bersenbrück · 
Bippen · 
Bissendorf · 
Bohmte · 
Bramsche · 
Dissen am Teutoburger Wald · 
Eggermühlen · 
Fürstenau · 
Gehrde · 
Georgsmarienhütte · 
Glandorf · 
Hagen am Teutoburger Wald · 
Hasbergen · 
Hilter am Teutoburger Wald · 
Kettenkamp · 
Melle · 
Menslage · 
Merzen · 
Neuenkirchen · 
Nortrup · 
Ostercappeln · 
Quakenbrück · 
Rieste · 
Voltlage · 
Wallenhorst